# Tsutomu Miyazaki
Tsutomu Miyazaki (宮﨑 勤?, Miyazaki Tsutomu; Ōme, 21 agosto 1962 – Tokyo, 17 giugno 2008) è stato un serial killer giapponese anche conosciuto come "l'assassino Otaku", "Dracula" e "l'assassino di bambine", condannato a morte nel 2001 e giustiziato nel 2008.

## Biografia
Nato prematuro, Miyazaki soffriva di una deformazione alle mani che risultavano saldate ai polsi. Questo handicap gli impediva di piegare le mani verso l'alto e lo costringeva a muovere l'avambraccio per poter ruotare la mano. A causa di questa deformità venne ostacolato nell'apprendimento durante il periodo in cui frequentò la scuola elementare Itsukaichi, venendo di conseguenza emarginato.
Nonostante questi problemi fu uno studente modello, fino a quando il suo rendimento scolastico non subì un brusco calo nel momento in cui iniziò a frequentare le scuole private medie e superiori Meidai Nakano. Questo calo di rendimento non gli consentì di essere ammesso all'Università Meiji. Invece di studiare inglese per poter a sua volta diventare un insegnante, come era nelle sue ambizioni, fu costretto a frequentare un'università biennale locale per diventare foto-tecnico.

### Gli omicidi
Tra il 1988 e il 1989 Miyazaki uccise e mutilò 4 bambine di età compresa tra i 4 e i 7 anni, violentandone poi i cadaveri. Inoltre bevve il sangue delle bambine e mangiò la mano di una delle vittime, che furono scelte casualmente. Dopo aver commesso i crimini egli terrorizzava le famiglie, inviando loro lettere in cui descriveva esplicitamente, nel dettaglio, ciò che aveva fatto alle loro figlie.
Il primo cadavere lo lasciò decomporre sulle colline vicino a casa sua, conservandone però i piedi e le mani, che vennero recuperati dopo il suo arresto; in un altro caso carbonizzò le ossa nel suo forno, inviandone le polveri in una scatola alla famiglia insieme a foto raffiguranti i vestiti, alcuni denti e una cartolina con scritto: "Mani. Ossa. Cremazione. Indagate. Dimostrate". La polizia riscontrò che tutte le famiglie erano state disturbate da strane chiamate, in cui l'interlocutore (presumibilmente Miyazaki) non parlava, ma restava in linea per anche 20 minuti.

### Arresto
Il 23 luglio 1989, durante il tentativo di violentare una ragazza con l'obiettivo di una macchina fotografica, Miyazaki venne aggredito dal padre della ragazza e costretto a fuggire a piedi. Venne catturato dalla polizia mentre cercava di recuperare la sua auto. Durante una perquisizione nella sua abitazione la polizia trovò 5763 videocassette contenenti video pornografici, tra cui alcuni raffiguranti le sue vittime, e numerose fotografie, sempre raffiguranti le sue vittime. È stato riferito dalla polizia anche che Miyazaki era un appassionato di film horror e che aveva un'ampia collezione sul genere. L'ispirazione per i suoi delitti è stata presa dalla serie cinematografica Guinea Pig, in particolare dal secondo film della serie intitolato Flower of Flesh and Blood.
Nonostante le perquisizioni e le prove a suo carico Miyazaki è sempre rimasto indifferente all'arresto. A partire dal 1989 è stato ribattezzato l'assassino otaku. I suoi efferati omicidi hanno scatenato un panico morale in Giappone nei dintorni della città dove commise i delitti. Tuttavia i pareri su parte della vicenda sono contrastanti; ad esempio, quando vennero trovati numerosi video pornografici nella sua abitazione, lo scrittore giapponese Eiji Otsuka sospettò che si trattasse di una manipolazione del fotografo, in quanto la gente voleva capire l'assassino tramite i propri valori. Anche un altro scrittore, Fumiya Ichihashi disse che le prove potevano esser state manipolate dalla polizia, che voleva incastrare Miyazaki per la serie di omicidi. Dopo l'arresto del figlio, il padre di Miyazaki, che aveva rifiutato di sostenere le spese legali, si suicidò nel 1994.

### Processo e condanna
Il processo iniziò il 30 marzo 1990. Durante l'iter processuale l'imputato intervenne spesso con affermazioni prive di senso. Egli scaricò la responsabilità delle sue atrocità su un suo alter ego dalle sembianze di un uomo-ratto (Rat-Man), un personaggio che disegnò spesso sotto forma di cartone per la corte.
A partire dal 1990 Miyazaki venne rinchiuso in carcere e la Prefettura di Saitama lo sottopose a valutazioni psichiatriche. I vari gruppi di medici che lo visitarono gli diagnosticarono una forte schizofrenia o dei disturbi dissociativi dell'identità. Nonostante questa valutazione, il tribunale distrettuale di Tokyo ritenne che l'imputato fosse ancora in grado di comprendere la gravità delle azioni che stava commettendo, e pertanto lo condannò a morte per impiccagione il 14 aprile 1997. Il 28 giugno 2001 l'Alta Corte di Tokyo confermò la sua condanna a morte.
Miyazaki definì i delitti commessi "un buon lavoro" e non si pentì mai delle sue azioni, né chiese scusa. Prima della sua morte il killer Kaoru Kobayashi definì se stesso come "il futuro Tsutomu Miyazaki", tuttavia Miyazaki affermò di non essere d'accordo con questo paragone, visto che Kobayashi non era stato sottoposto nemmeno ad un esame psichiatrico. Il ministro della giustizia Kunio Hatoyama firmò l'esecuzione capitale e l'imputato venne giustiziato per impiccagione il 17 giugno 2008.